# Ophiopinna
Ophiopinna is een geslacht van uitgestorven slangsterren uit de familie Ophiuridae. Vertegenwoordigers van dit geslacht zijn slechts als fossiel bekend.

## Soorten
- Ophiopinna elegans (Heller, 1858) †